# 博蒙特姐弟失踪案
博蒙特姐弟失踪案（英語：Beaumont children disappearance）发生于1966年1月26日澳大利亚国庆日当日。案件中，简·娜塔尔·博蒙特（英語：Jane Nartare Beaumont，1956年9月10日出生）、阿娜·凯瑟琳·博蒙特（英語：Arnna Kathleen Beaumont，1958年11月11日出生）和格兰特·埃利斯·博蒙特（英語：Grant Ellis Beaumont，1961年7月12日出生）姐弟三人在南澳大利亚州阿德莱德附近的格萊內爾格海灘失踪，至今仍踪迹不明。
这起失踪案引发澳大利亚历史上最大规模的警察调查行动，但始终未能破获，成为澳洲最著名的悬案之一。此宗案件震动了整個澳大利亚社会，案发前，澳大利亚人普遍认为儿童在没有监护人照顾下独自外出并无不妥之处，然而此案件的發生彻底粉碎了这一观念，也改变了澳大利亚家长日常看管子女的方式，案发之日也因此被称作“澳大利亚失去纯真的一天”（the day Australia lost its innocence）。警方在50年中未曾放弃调查，掌握了一定的线索，并据此确定了几个可能的嫌疑人，但始终没有足够的证据确定嫌疑。

## 背景及经过

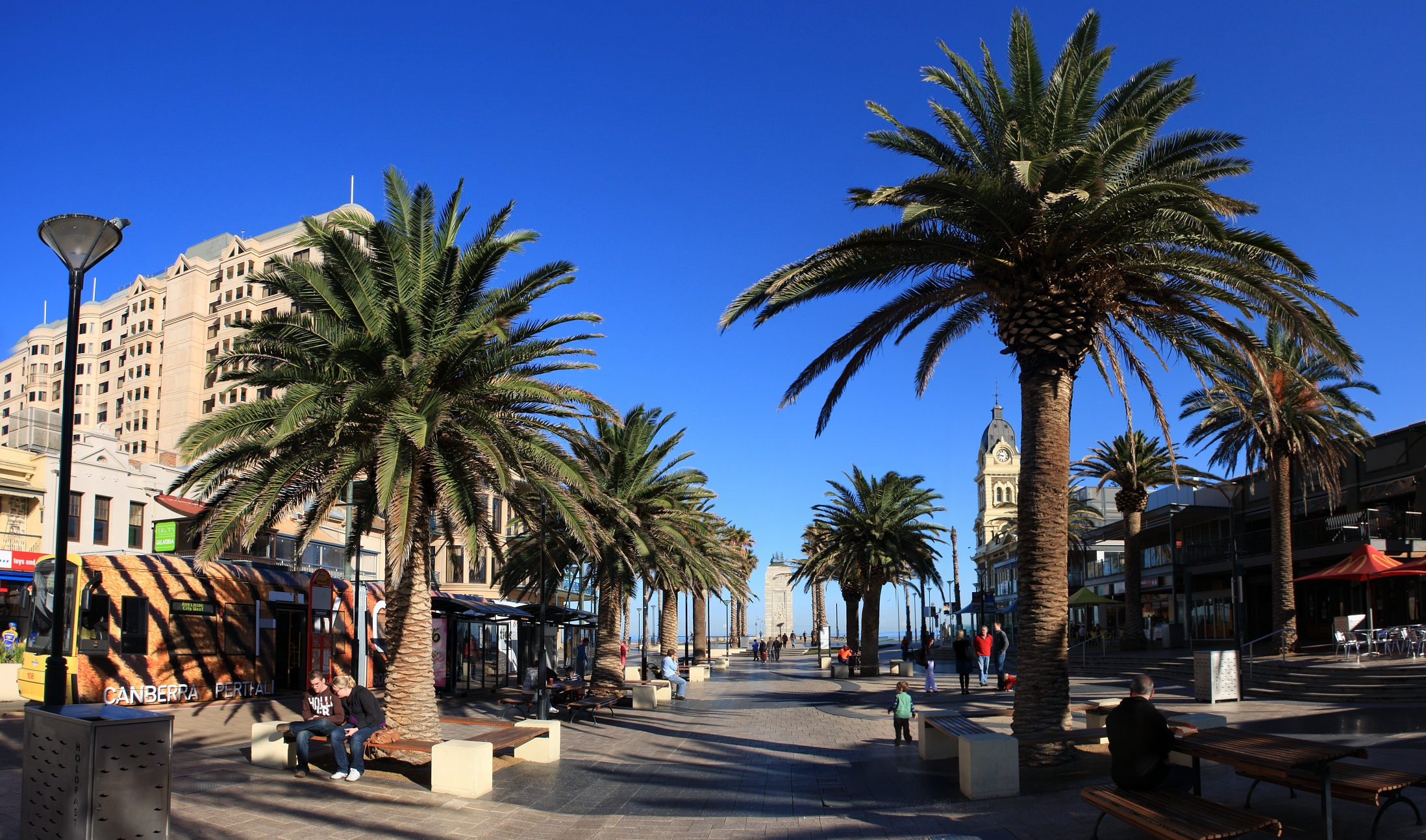
博蒙特三姐弟失踪的格莱内尔格海滩

博蒙特三姐弟与父亲吉姆·博蒙特（Jim Beaumont）和母亲南希·博蒙特（Nancy Beaumont）一起住在阿德莱德郊区索默顿公园的哈丁街（Harding Street）109号，离家不远便是格萊內爾格海灘。这一片海滩是广受欢迎的海滨度假村，三个孩子也经常前去游玩。
1966年1月26日澳大利亚日当天是个炎热的夏日，三人搭乘公共汽车前往海滩，通常车程只需5分钟。大女儿简已经能够照顾两个弟妹，因而三人的父母也并未担心。他们在早上10点时离开家门。博蒙特夫妇也各自出门会见客户和朋友。孩子们本应搭乘中午的一班公共汽车回到家中，博蒙特夫人提早赶到车站却发现孩子们并不在这一班汽车上。她以为孩子们可能没有赶上这一班汽车，此时也并未意识到事态的严重。下一班汽车是下午2点，孩子们却依然没有回来，博蒙特夫人心中开始不安起来。但她担心孩子们可能已经在回家的路上，如果出门寻找可能恰好错过，于是仍然留在家中等待。然而到下午3点，三姐弟依然没有回家。海滩上可以清楚地看到一座钟塔，因而孩子们也不太可能是忘记了时间。博蒙特夫人于是担心起来。博蒙特先生没有见到客户，此时刚好回到家中，从妻子口中得知情况后立即前去寻找孩子，但是二人没能找到孩子的踪影。随后夫妇二人便于晚上7:30报了警。博蒙特先生在海滩上彻夜寻找依然没有结果。

## 警方调查

### 大规模搜索
案发次日早晨，博蒙特三姐弟正式宣告失踪。当时人们认为三个孩子在一起同时失踪的可能性并不大，因为此前所有儿童失踪的案例都是单独一个儿童因为种种原因走丢。三个孩子在一起的安全性要高于单独一个孩子，且大女儿简已经能照顾好弟妹，不可能出现单独某一个孩子走丢的情况。因而此时只有两种合理解释，一是溺水等意外，二是诱拐。警方展开大规模的搜索，但是在海滩及周边地区没有找到任何孩子的衣物或是带出家门的书、毛巾以及其他物品。警方还组织了大规模海上及水底搜索，但也未能找到三个孩子的尸体。这使得“意外”这一可能性大大降低，而“诱拐”成为了唯一合理的解释。

### 高个金发男子

警方根据证人描述绘制的嫌疑人画像，左图为此案中的可疑男子，右图为乔安妮与科斯蒂失踪案的嫌疑人，二者有可能为同一人

警方展开调查，发现数名证人曾在海滩附近见到三个孩子和一名高个子金发男子在一起。这名男子身材偏瘦，年龄约在35岁左右。三个孩子曾和这名男子一同玩耍，并且看起来十分放松快乐。随后目击证人看到男子和三姐弟一同离开海滩，警方估计离开的时间应该在中午12:15左右。一家商店的店主称简·博蒙特在大约同一时间来店中买过馅饼和肉饼，用的是1澳大利亚镑的纸币。
警方将店主的证词视为另一证据，证明三个孩子当时曾与其他人在一起，原因是：
- 三个孩子之前经常光顾这家商店，店主对他们很熟悉，而此前孩子们从来没有在店中买过肉饼。
- 孩子的母亲给孩子带的钱只有几先令，仅够三人的车费和饭钱，并没有给他们1镑面值的纸币。警方认为是有其他人给了孩子这张纸币。[3][10]

### 获得证实的最后一次目击

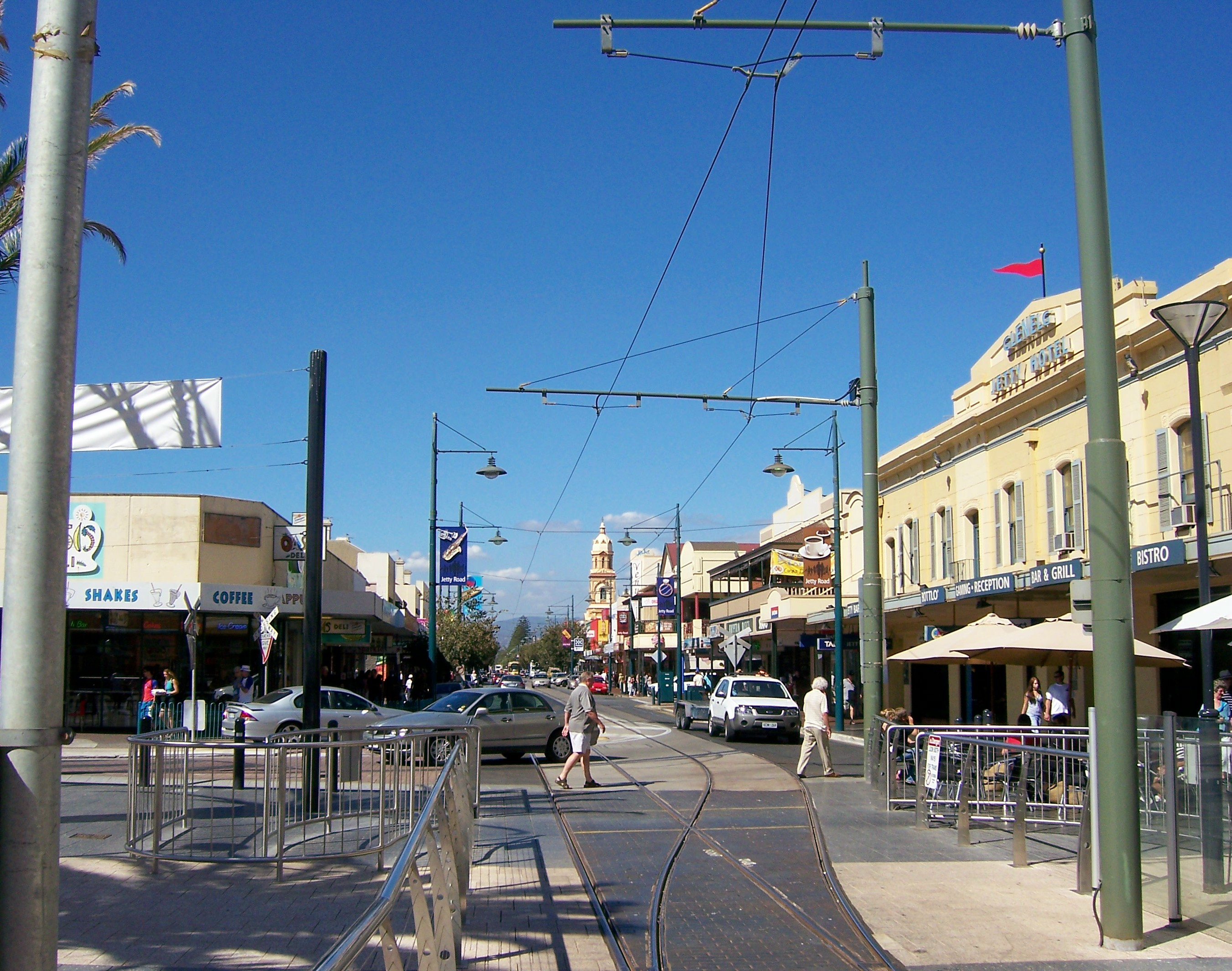
杰迪路

一名邮递员在下午3点左右时曾看到三个孩子独自在离海滩不远的杰迪路（Jetty Road）上，向三人的家的方向走去。这名目击证人之前熟识三姐弟，警方认为其证词也应该是真实的。他说孩子们还曾停下来与他打招呼，看起来心情很兴奋。三个孩子平时很守时，但根据此人证词，孩子们在已经比预定时间晚了三个小时还没有回到家的时候却依然不紧不慢地在大街上独自漫步。对这一反常情况现象警方也无法解释。这是三个孩子被证实的最后一次目击。但警方在梳理了孩子们可能的活动过程之后认为这名证人极有可能记错了时间，根据推断，邮递员见到孩子们的时间应该在上午10:15左右。
博蒙特夫妇称三个孩子们，尤其是简，都十分害羞。所以三姐弟不太可能会和陌生人一起玩耍。调查人员推断三个孩子之前可能不止一次见过这个高个金发男子，并且已经对他产生足够的信任。二女儿阿娜之前曾偶然告诉母亲称简“在海滩那边有个男朋友”，博蒙特夫人在当时并未引起注意，然而这句话此时却印证了这个推断。博蒙特夫人一开始曾以为这个“男朋友”只是孩子们的一个玩伴，并没有给予重视，直到孩子们失踪才引起了她的警觉。
几个月之后，一名女子称失踪案发当晚，一名男子带着两个女孩和一个男孩进入附近的一个房间，她认为那个房间之前是一座空房。她还称在之后看到那个小男孩在一条小路上行走，而男子追上他并粗暴地把他抓回。第二天早上他们已经离开房子，房子又变成一座空房。之后她也没有再见到该名男子和三个孩子。但警方并不能证实这个证词，也无法确定该女子为何在事发之后这么久才提供这一信息。

### 灵媒的调查
案件引发了国际性的关注。一位荷兰的超心理学家兼灵媒，杰拉德·克罗伊赛特于1966年3月抵达澳大利亚调查此案，一度引发媒体炒作，然而结果宣告失败。他毫无证据地声称孩子们的尸体被埋在了离博蒙特家和两个女孩的小学不远的一间仓库的位置上。在孩子们失踪时，那里还是一处建筑工地，他称自己坚信孩子们的尸体就被埋在工地的混凝土中，藏在了一座废弃的砖窑里。仓库主人并不愿意仅凭一个灵媒毫无根据的断言就开始挖掘，但很快公众筹集了40,000澳大利亚元要求拆除仓库挖开地下，他只得屈从于公众压力。然而最终却没有发现任何尸骨，也没有任何与此案有关的证据。1996年，警方再次挖掘了这个地点，但是仍未发现任何人类遗骨或与此案相关的证据。

### 伪造的信件
1968年，案发约两年之后，博蒙特夫妇收到两封信件。其中一封信中，写信人自称是大女儿简，另一封则自称是和三个孩子在一起的男子。信封上的邮戳显示寄出地址位于维多利亚州墨尔本郊区的丹顿农。简的信件称自己身处在愉快的环境中，并把和他们在一起的男子称作“那个男人”（The Man）。警方与简在失踪前写过的其他字迹进行了笔迹的对比后认为信件很有可能是真实的。而“那个男人”在写的信中自称孩子们的“守护者”，称愿意将孩子送回，且在信中指明了与博蒙特夫妇见面的时间和地点。
博蒙特夫妇在一名侦探的陪同下前往了信中指定的地点，但没有见到任何人。此时他们收到了第二封来自简的信件。信中称男子本来愿意将孩子们送回，但他发现了与夫妇二人一同前往的侦探并识破了侦探的伪装，他认为博蒙特夫妇背叛了他的信任，于是决定不再把孩子送回夫妇二人。之后博蒙特夫妇便没有再收到其他相关信件。1992年，博蒙特夫妇收到信件24年之后，警方通过全新的司法技术鉴定，认定这些信件是有人恶作剧伪造的。指纹识别显示信件的作者是一位时年41岁的男子，而案发时他只是青少年，与此案并无关联，写信的目的也只是开玩笑。但因时间久远，该名男子也并未被起诉。

### 其他误导调查的事件
1966年9月，維多利亞州一名警察宣称自己因电话线路串线偶然听到两名女子谈论与博蒙特三姐弟相关的事情。他称自己听到女子说要把博蒙特三姐弟从荷巴特送回，于是报告了警方。但警方调查之后发现两名女子确曾谈论与三姐弟相关的事情，但在谈话中改变了话题，要送回的孩子并非这三姐弟，两名女子与案件也并无关联。
1986年3月，一名工人在打扫阿德莱德机场附近的一个垃圾堆时发现一张关于此案的剪报，剪报周围写了几句评论。然而这几句话却显示写下评论的人可能掌握关于此案的重要信息。警方搜查了垃圾堆之后调查发现剪报属于逝世不久的一位老年妇女。这位老人性格怪癖，在逝世之后家人将她的遗物丢弃到这里。警方之后认定老人和其家人与此案均无关联。
1997年，一名侦探斯坦·施旺（Stan Swaine）称自己在堪培拉找到了已经改名换姓的简·博蒙特。这名女子名为苏珊（Susan），她年龄与简·博蒙特相仿，眼睛颜色也都是棕褐色。但随后警方调查显示这名女子并非简·博蒙特，而是在心理治疗的过程中被灌输了记忆而误以为自己是此案的受害者。该名女子与此案也毫无关联。
2000年11月，事发地附近阿德莱德郊区的一位房地产经纪人在翻修房间时发现地毯下的一个暗门，打开之后发现有人类的遗骨。警方赶到后发现这是三名幼儿的尸骨，但随后根据遗骸的年龄判断遗骸并非博蒙特姐弟，与本案也无关系。
2012年，一名美国男子大卫·埃斯特斯（David Estes）对媒体声称自己是格兰特·博蒙特。他表示自己的童年照片与格兰特长相酷似，且自己最早的记忆便是4岁时躺在医院中被一对夫妇带走。然而其母亲称他之前便曾谎称自己是的私生子，且他的出生证明显示其出生日期比格兰特晚15个月之久。而此前亦有多名人士声称曾见过失踪的三姐弟或是与此案件相关，但调查结果均不成立。
2013年出版的一本书中称一名男子惠特克·菲普斯（Whittaker Phipps）可能与此案有关。菲普斯的儿子称，案发当天曾在自己家中见过三个失踪的孩子。另外的两个工人也称自己曾在菲普斯的要求下在他位于阿德莱德附近的工厂后面挖了一个坟墓大小的洞穴，但并不知道洞穴的用处。随后警方搜查并挖掘了可疑的工厂，并未找到任何与失踪的三姐弟相关的线索。

### 全新线索
2016年1月19日，恰逢案件50周年纪念日之前一周，南澳大利亚州警方表示案件已经出现了全新的线索。这条线索是某人通过电话举报给警方的，在之前两年中，澳洲警方共接到了与此案相关的159通电话。提供这条线索的证人明确指出了案件的嫌疑人，然而这名嫌疑人已经逝世，调查的难度也因此增大。警方认为此线索可靠性较高，已经据此展开了新的调查。

## 可能的相关案件
1973年，两名女童，乔安妮·拉特克利夫（Joanne Ratcliffe ，11岁）和科斯蒂·戈登（Kirsty Gordon ，4岁）在阿德莱德椭圆球场的一场球赛中失踪，据推断已被诱拐。当时两个女孩要去洗手间，所以乔安妮的父母和科斯蒂的祖母便允许她们暂时离开自己。在她们离开球场的90分钟内曾多次被目击证人看到，二人神色憔悴，和一个不知名的男子在一起。之后三人都不见了踪影，也没有证人再看到他们。警方根据证人证词重建了男子的肖像，发现该男子相貌和博蒙特一案中的男子肖像十分相似。然而警方在博蒙特一案中根据证人描述还原出的嫌疑人肖像实际效果并不令人满意。

## 主要嫌疑人

### 贝凡·斯宾塞·冯·埃纳姆
贝凡·斯宾塞·冯·埃纳姆（1945年－），1966年案发时约21岁，职业是一名会计。冯·埃纳姆在1983年绑架并残忍谋杀了15岁的理查德·凯尔文（Richard Kelvin），因此被判处监禁。他还涉嫌参与其他多起绑架并谋杀儿童和青少年的案件，但都因证据不足而未予起诉。他是此案最主要的嫌疑人。
警方认为高度可信的一名证人在1990年另一起案件的庭审中称，冯·埃纳姆曾在一次谈话中吹嘘自己数年前把博蒙特三姐弟从海滩带走，然后带到自己家中做实验。他还说自己在他们身上实施外科手术，把他们“连接到一起”。其中一个孩子在手术中死亡，所以他只得把其他两个孩子一并杀掉然后抛尸到阿德莱德南边的丛林中。在此之前警方并没有将冯·埃纳姆和此案联系起来，然而他和失踪案发后证人对嫌疑犯的描述以及警方的肖像素描都十分相似。
除此之外，冯·埃纳姆在案发时确实身在阿德莱德，且他是恋童癖。这位证人还称冯·埃纳姆经常到格莱内尔格海滩更衣室附近偷窥，因而他对事发地也十分熟悉。“实施外科手术”的描述也与冯·埃纳姆涉嫌参与的其他谋杀案手法相吻合。证人还表示冯·埃纳姆曾声称自己从阿德莱德椭圆球场的一次比赛中带走了两个女孩，然后杀害了她们，但是冯·埃纳姆并未说明具体的细节。冯·埃纳姆从未因涉嫌绑架博蒙特三姐弟而被起诉，他本人也拒绝配合相关的调查。
博蒙特一案以及可能与之相关的乔安妮与科斯蒂失踪案最终成为悬案。然而冯·埃纳姆的相貌却符合警方在这两起案件中对嫌疑人的肖像素描，1989年，他被一份机密的警方报告列为嫌疑人。
2007年8月11日，有报道称警方查看了案发当日七號電視網对搜查行动的录像存档，并注意到围观搜查的人群中有一名年轻男子长相与冯·埃纳姆相似。报道还称警方需要更多信息以确定该名男子身份。而冯·埃纳姆的作案嫌疑也从未被排除。
亦有争议认为冯·埃纳姆与此案并无关联。证据是冯·埃纳姆在案发时的年龄远小于目击证人对嫌疑人的描述。此外，他的谋杀受害者理查德·凯尔文以及其他可能涉嫌的受害者的身份有一定的共同特征，但与博蒙特三姐弟以及阿德莱德椭圆球场失踪的两名女孩乔安妮与科斯蒂并不符合这些特征。

### 亚瑟·斯坦利·布朗
1998年，另一位嫌疑人亚瑟·斯坦利·布朗（1912年5月20日－2002年7月6日）进入警方视野。1998年，布朗因涉嫌在昆士蘭州汤斯维尔绑架并谋杀朱迪斯·麦凯（Judith Mackay，7岁）和苏珊·麦凯（Susan Mackay，5岁）姐妹而被逮捕，被捕时年86岁。姐妹二人于1970年8月26日在上学路上失踪，两天之后，二人的尸体在汤斯维尔的一条干枯的河床上被人发现。两个女孩都是被勒死的。布朗是姐妹二人学校的木匠，于1998年被捕并起诉，而审判则因故推迟至2001年。但他随后被诊断出患有失智症及阿兹海默病，审判尚未完成即于2002年逝世。
布朗和冯·埃纳姆一起被列为博蒙特一案的最主要嫌疑人，他的面貌与此案及乔安妮与科斯蒂失踪案中警方重建的嫌疑人相貌惊人相似。他也同样是恋童癖，并且与两起案件中证人对嫌疑人的描述也都相吻合。然而，警方却未能搜查出足够的证据证明布朗与此案之间的联系，也没有任何记录能确定他在案发时的活动。一些记录可能在1974年布里斯班洪水中遗失，亦有可能是布朗本人凭借自由出入政府建筑的权限趁机删除了相关记录。但证人证词和其他证据证实布朗和乔安妮与科斯蒂失踪案有一定联系，这也成为警方认定他与博蒙特一案可能有关联的关键因素。
尽管没有明确证据证明布朗曾经到访阿德莱德，但有证人回忆指出布朗曾经在一次谈话中称自己在1973年6月见到了即将完工的阿德萊德慶典中心，说明他当时身在阿德莱德。而椭圆球场一案即发生在这不久之后的1973年8月25日。但是没有任何证据能说明布朗于1966年博蒙特一案发生时身在阿德莱德，也无法将他与此案联系起来。另有证人称曾见到一名男子在乔安妮与科斯蒂一案中在椭圆球场附近牵着一个女孩，而另一个女孩痛苦地跟在后面。1998年12月，该名证人在麦凯姐妹谋杀案的新闻报道中见到了布朗的照片，认出他就是当时球场附近的男子。但是这名证人在乔安妮与科斯蒂一案案发时年仅14岁，看到男子的时间也仅有短短一分钟，25年之后却迅速指认出当时已经86岁的布朗就是当时的可疑男子。这使得证据的可信性大打折扣。警方在博蒙特一案中还原出的嫌疑人肖像效果不佳，布朗与他面貌相似亦可能纯属巧合。此外，没有直接证据证明布朗1966年确实身在阿德莱德并与此案有关。而布朗在案发时年逾50岁，年龄也并不符合此案中证人对嫌疑人“30多岁”的描述。

### 詹姆斯·莱恩·奥尼尔
詹姆斯·莱恩·奥尼尔（1947年－）于1975年因涉嫌在塔斯馬尼亞州谋杀一名9岁男童瑞奇·约翰·史密斯（Ricky John Smith）而被判处终身监禁。有证人表示他曾在1970年代初期向金伯利的一位农场主和其他几位熟人透露自己对博蒙特姐弟的失踪负有责任。2006年奥尼尔起诉澳洲广播公司，要求法院禁止其播放一部将他与博蒙特一案联系起来的纪录片，但最终澳洲高等法院没有批准这条禁令。这部纪录片于2006年10月26日在澳洲广播公司播出。
前维多利亚州警探戈登·戴维（Gordon Davie）用三年的时间与奥尼尔交流，获得了他的信任之后开始拍摄这部纪录片。戴维称虽然没有直接证据证实奥尼尔与博蒙特一案之间的联系，但他确信就是奥尼尔犯下此案。在于戴维的交谈中，当被问及与博蒙特一案的关系时，奥尼尔并没有给出明确的否认，而继续追问时他则表示不愿透露自己曾经在何时去过何地。奥尼尔本人称自己从未去过阿德莱德，然而却有证据表明他在1965年到1968年期间多次经过阿德莱德及附近地区。戴维怀疑他可能与1973年乔安妮和科斯蒂的失踪也有关系。但除此之外没有其他直接证据证明奥尼尔与博蒙特姐弟的失踪有关。而南澳大利亚州警方在侦讯了奥尼尔之后也认为有足够的证据排除他在博蒙特一案中的作案嫌疑。

### 德里克·欧内斯特·珀西
2007年4月22日，《世纪报》报道称德里克·欧内斯特·珀西（英語：Derek Ernest Percy；1948年－2013年7月24日）可能是杀害博蒙特姐弟的真正凶手，他是当时维多利亚州监禁时间最长的罪犯。珀西2013年因肺癌在墨爾本聖文森醫院逝世，年64歲。他于1969年谋杀了12岁的少女伊冯娜·伊丽莎白·图伊（Yvonne Elizabeth Tuohy），数小时后即被当场逮捕，但被诊断为精神障碍而被判无罪，之后便一直被羁押。他在图伊谋杀案之后的侦讯中称不记得自己的一切所作所为，而他的辩护在一定程度上是基于这种精神状态而做出的。《世纪报》称案件调查人员搜集的证据表明他在多起尚未破获的儿童谋杀案中都有嫌疑，其中就包括博蒙特一案。博蒙特一案案发时，他曾身处案发附近地区，然而在调查中他却无法回忆出此事。2007年8月30日，维多利亚州警方得以对他进行讯问，调查他与博蒙特一案之间的联系。但一直到病逝之前，他始终否认自己与这些罪行有关。
然而并没有直接证据表明珀西与博蒙特一案有确切的直接联系，且1966年案发时珀西年仅17岁，与证人对嫌疑人的年龄描述并不符合。此外他在当时也不太可能在案发地有汽车，而博蒙特一案中的嫌疑人根据推断极有可能是驾车逃逸或抛尸。珀西自1969年起即被羁押，一直到2013年病逝，因而也不可能与乔安妮与科斯蒂一案有关。

## 后续影响和纪念
案发之前，澳大利亚社会普遍认为儿童在没有监护人照顾的情况下独自外出是足够安全的，因而公众也认为博蒙特父母没有任何的失职行为。案发之后这一观点被彻底粉碎，全澳大利亚的家长因此改变了看管子女的方式，案件也因此被称作“澳大利亚失去纯真的一天”（"the day Australia lost its innocence"）。博蒙特夫妇在案发之后在原住处继续生活了数年，希望三个子女能侥幸逃脱一劫回到家中，但最终还是搬出原来的住所，卖掉所有物品之后离婚分居，逐渐淡出公众的视野。
2009年，阿德莱德作家史蒂芬·奥尔（Stephen Orr）根据案件的经过以及所造成的相关影响创作了小说《时光的漫长废墟》（Time's Long Ruin），小说中对原案件中的人名和具体信息全部做出了改动。2013年，阿德莱德当地的一家制作公司将这部小说改编成剧本《失去纯真》（Innocence Lost），预定于2016年上演。

## 延伸阅读
- O'Brien, Bob. (2002). Young Blood: the Story of the Family Murders. HarperCollins. ISBN 978-0-7322-6913-5
- Spencer, Beth. (2006). 'Who's Watching the Children?: The Beaumont Case Revisited.' The Age, 2006-01-21.
- Whiticker, Alan. (2008). Derek Percy: Australian Psycho. New Holland Publishers.
- Whiticker, Alan. (2006). Searching for the Beaumont Children: Australia's Most Famous Unsolved Mystery. John Wiley & Sons Australia. ISBN 978-1-74031-106-9